# Trophée des champions 1999
La Supercoppa di Francia 1999 (ufficialmente Trophée des champions 1999) è stata la ventitreesima edizione della Supercoppa di Francia, la quarta organizzata dalla Ligue de Football Professionnel.
Si è svolta il 24 luglio 1999 allo Stadio della Licorne di Amiens tra il Bordeaux, vincitore della Division 1 1998-1999, e il Nantes, vincitore della Coppa di Francia 1998-1999.
A conquistare il titolo è stato il Nantes che ha vinto per 1-0 con rete di Olivier Monterrubio.

## Partecipanti
| Squadre  | Qualificazione                             | Partecipazioni precedenti (il grassetto indica la vittoria) |
| -------- | ------------------------------------------ | ----------------------------------------------------------- |
| Bordeaux | Vincitore della Division 1 1998-1999       | 3 (1968, 1985, 1986)                                        |
| Nantes   | Vincitore della Coppa di Francia 1998-1999 | 4 (1965, 1966, 1973, 1995)                                  |

## Tabellino
| Arbitro: | Bré |

|  |           |                 |
|  | Marcatori | 57’ Monterrubio |

### Formazioni
| Bordeaux:       |    |                          |     |     |
|                 |    |                          |     |     |
| P               | 16 | Ulrich Ramé              |     |     |
| D               | 14 | François Grenet          |     |     |
| D               | 24 | Hervé Alicarte           | 58’ |     |
| D               | 21 | Kodjo Afanou             |     |     |
| D               | 5  | Jérôme Bonnissel         |     |     |
| C               | 6  | Jean-Christophe Rouvière |     | 73’ |
| C               | 7  | Michel Pavon (c)         | 77’ |     |
| C               | 10 | Stéphane Ziani           |     |     |
| C               | 8  | Johan Micoud             |     |     |
| A               | 9  | Lilian Laslandes         |     |     |
| A               | 11 | Sylvain Wiltord          |     |     |
| A disposizione: |    |                          |     |     |
| P               | 1  | Teddy Richert            |     |     |
| D               | 4  | Niša Saveljić            |     |     |
| C               | 18 | Lassina Diabaté          |     |     |
| C               | 20 | Laurent Batlles          |     |     |
| A               | 27 | Pascal Feindouno         |     | 73’ |
| Allenatore:     |    |                          |     |     |
| Élie Baup       |    |                          |     |     |

| Nantes:          |    |                      |  |     |
|                  |    |                      |  |     |
| P                | 1  | Mickaël Landreau (c) |  |     |
| D                | 19 | Jean-Marc Chanelet   |  |     |
| D                | 2  | Néstor Fabbri        |  |     |
| D                | 15 | Nicolas Savinaud     |  |     |
| D                | 6  | Salomon Olembé       |  |     |
| C                | 12 | Sébastien Piocelle   |  |     |
| C                | 9  | Éric Carrière        |  |     |
| C                | 20 | Charles Devineau     |  | 73’ |
| C                | 10 | Antoine Sibierski    |  |     |
| C                | 8  | Frédéric Da Rocha    |  |     |
| A                | 18 | Olivier Monterrubio  |  | 77’ |
| A disposizione:  |    |                      |  |     |
| P                | 16 | Willy Grondin        |  |     |
| D                | 21 | Pascal Delhommeau    |  |     |
| C                | 14 | Medhi Leroy          |  | 73’ |
| A                | 25 | Patrick Suffo        |  | 77’ |
| A                | 28 | Hassan Ahamada       |  |     |
| Allenatore:      |    |                      |  |     |
| Raynald Denoueix |    |                      |  |     |